# Der Krieg ist kein Abzählspiel
Der Krieg ist kein Abzählspiel ist ein sowjetischer Kriegsfilm von Leonid Bykow aus dem Jahr 1977. 

## Handlung
Im Film werden zwei Handlungsstränge miteinander verwoben:
Im Jahr 1944 erhält eine sowjetische Kompanie mit dem jungen Suslin einen neuen Kommandeur, der zwar gut ausgebildet ist, jedoch noch nie aktiv an einem Kriegsgeschehen teilgenommen hat. Er hat es schwer in der Truppe, die mit dem kriegserfahrenen und für seine Tapferkeit vor dem Feind hoch ausgezeichneten Swjatkin bereits eine Identifikationsperson besitzt. Swjatkin ist ein Rebell, ordnet sich nicht unter, weiß, welche Übungen sinnvoll sind und welche die Truppe nur unnötig verschleißen, und macht von den anderen gedeckt Mittagsschlaf, wenn er ihn braucht. Als in der Truppe die zugeteilten Rationen Seife verschwinden, hat Suslin Swjatkin im Verdacht, doch findet sich die Seife beim jungen Krynkin, der sie seiner hungernden Mutter und den Schwestern schicken wollte. Suslin will hart durchgreifen, doch drängen anderen Soldaten dazu, die Seife lieber als Geschenk der gesamten Truppe an die Familie Krynkins zu schicken, da Krynkin allein durch die Entdeckung des Diebstahls schon genug gestraft sei. Der Zug wird zum kleinen Dorf Podbednja kurz vor der Front verlegt. Hier feiert Swjatkin den ersten Geburtstag seines Sohnes, den er noch nie gesehen hat. Ein Soldat bringt zwei junge Frauen zur Feier. Eine von ihnen, Kima, ist eine Bekannte von Suslin und sie kommen einander näher und verbringen die Nacht gemeinsam. Kima arbeitet im Lazarett unweit des Lagers. Als ein hoher General schwerverletzt eingeliefert wird, holt Suslin von ihm die letzten Anweisungen: Die Deutschen sind aus der geschlossenen Belagerung der sowjetischen Armee ausgebrochen und bewegen sich mit Panzern und Motorrädern auf Podbednja zu. Die Aufgabe von Suslin und seinen Männern ist es, die Deutschen um jeden Preis aufzuhalten, da bereits Verstärkung im Anmarsch ist. Bei dem Kampf zwischen der Truppe und den Deutschen, die in Panzern auf die Deckung der Soldaten zufahren, kommen alle Soldaten der Truppe ums Leben, nur Suslin bleibt verletzt zurück.
Genau 30 Jahre später erhalten die Kinder der an diesem Tag gefallenen Soldaten eine anonyme Karte, die sie nach Podbednja einlädt. Die Karte stammt von Anna, der Tochter, die Suslin und Kima in der einen Nacht gezeugt hatten. Suslin ist vor kurzem verstorben und hatte als letzten Wunsch ein Treffen der Nachkommen. Alle erscheinen, darunter auch die Schwestern Krynkins, die damals die Seife erhalten hatten. Swjatkins Sohn Konstantin, der inzwischen selbst bei der Armee ist, erfährt nun zum ersten Mal, wie die letzten Stunden seines Vaters waren. Gemeinsam begeben sich die Nachfahren zum Ebene, auf der die Männer fielen, legen Blumen nieder und besuchen die Kriegsgräberstätte, die inzwischen auf der Ebene angelegt wurde.

## Produktion
Der Krieg ist kein Abzählspiel kam am 15. April 1977 in die sowjetischen Kinos und lief am 7. Juli 1977 auf DFF 2 erstmals im Fernsehen der DDR. Im Jahr 2008 erschien der Film im Rahmen der Russian Cinema Council Collection deutsch-untertitelt auf DVD. 	

## Kritik
„Auf zwei Handlungsebenen werden Kriegsgeschehnisse in eine erzählerische Form gebracht, die Taten der damals Kämpfenden in Erinnerung gerufen und deren Wirkung auf die nachfolgende Generation thematisiert“, schrieb der film-dienst.

## Auszeichnungen
Leonid Bykow erhielt für Der Krieg ist kein Abzählspiel und Erfahrene Hasen des Geschwaders 1977 den „Taras Schewtschenko“ Staatspreis der Ukrainischen SSR für Kinematografie. Bei den Internationalen Filmfestspielen in Bystrica, Tschechoslowakei, wurde der Film mit dem Großen Preis ausgezeichnet.